# Naima (Algeria)
Naima è un comune dell'Algeria, situato nella provincia di Tiaret.